# Aartsbisdom Kigali

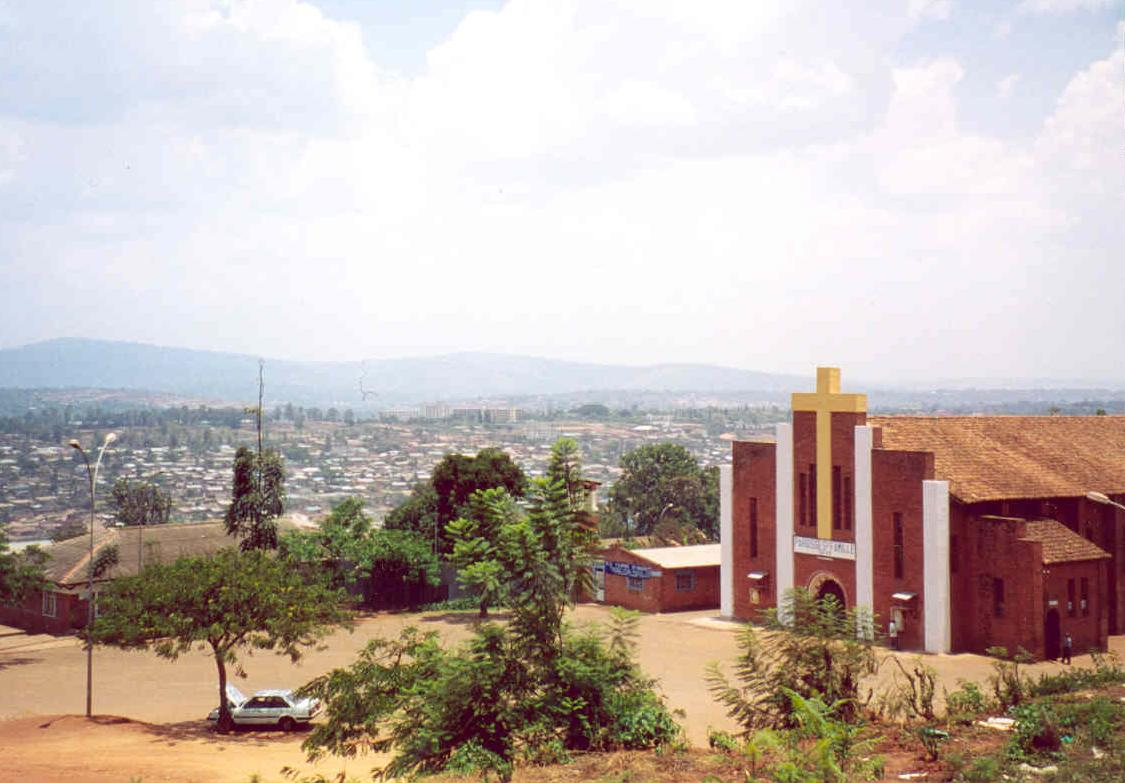
Kathedraal van Kigali

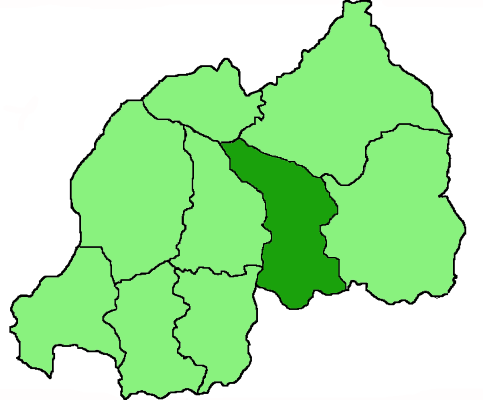
Het aartsbisdom Kigali binnen Rwanda

Het aartsbisdom Kigali (Latijn: Archidioecesis Kigaliensis) is een rooms-katholiek aartsbisdom met als zetel Kigali, de hoofdstad van Rwanda. 

## Geschiedenis
Het aartsbisdom werd opgericht op 10 april 1976, uit het metropolitaan aartsbisdom Kabgayi, wat zelf daarna een bisdom werd.

## Parochies
In 2019 telde het aartsbisdom 31 parochies. Het aartsbisdom had in 2019 een oppervlakte van 3.271 km2 en telde 1.951.250 inwoners waarvan 52,0% rooms-katholiek was.

## Suffragane bisdommen
Kigali heeft acht suffragane bisdommen, waarmee het een kerkprovincie vormt:
- Bisdom Butare
- Bisdom Byumba
- Bisdom Cyangugu
- Bisdom Gikongoro
- Bisdom Kabgayi
- Bisdom Kibungo
- Bisdom Nyundo
- Bisdom Ruhengeri

## Bisschoppen
- Vincent Nsengiyumva (10 april 1976 - 8 juni 1994)
- Thaddée Ntihinyurwa (9 maart 1996 - 19 november 2018)
- Antoine Kambanda (19 november 2018 - heden)